# Администратор островов Тристан-да-Кунья

Флаг администратора Тристан-да-Куньи

Администратор островов Тристан-да-Кунья (англ. Administrator of Tristan da Cunha) — глава правительства и представитель губернатора острова Святой Елены на островах Тристан-да-Кунья.
Предыдущий администратор — Шон Бёрнс, занимавший эту должность с сентября 2010 года до 2020 года.
С 2020 года по настоящее время должность по ротационному принципу (по три месяца) занимают по очереди Fiona Kilpatrick и Steve Townsend.
Первым администратором был начальник британского военно-морского гарнизона из 16 человек, в период Второй мировой войны наблюдавшего за немецкими подводными лодками. Первый назначенным колониальным Управлением администратором стал Хью Эллиотт примерно в 1949 году, когда началась коммерческая разработка ловли раков в этом регионе. На Тристан-да-Кунья тогда не было никакой валюты: местная торговля проходила по принципу бартера. Благодаря деятельности Эллиотта на островах Тристан-да-Кунья появились первые почтовые службы острова, а также произошло открытие новых видов блох, названных в честь жены Хью Эллиотта, Элизабет.
Администратор имеет собственный флаг — Юнион Джек с добавлением герба территории в центре.